# Calamagrostis pseudophragmites
Calamagrostis pseudophragmites là một loài thực vật có hoa trong họ Hòa thảo. Loài này được (Haller) Koeler mô tả khoa học đầu tiên năm 1802.

## Hình ảnh

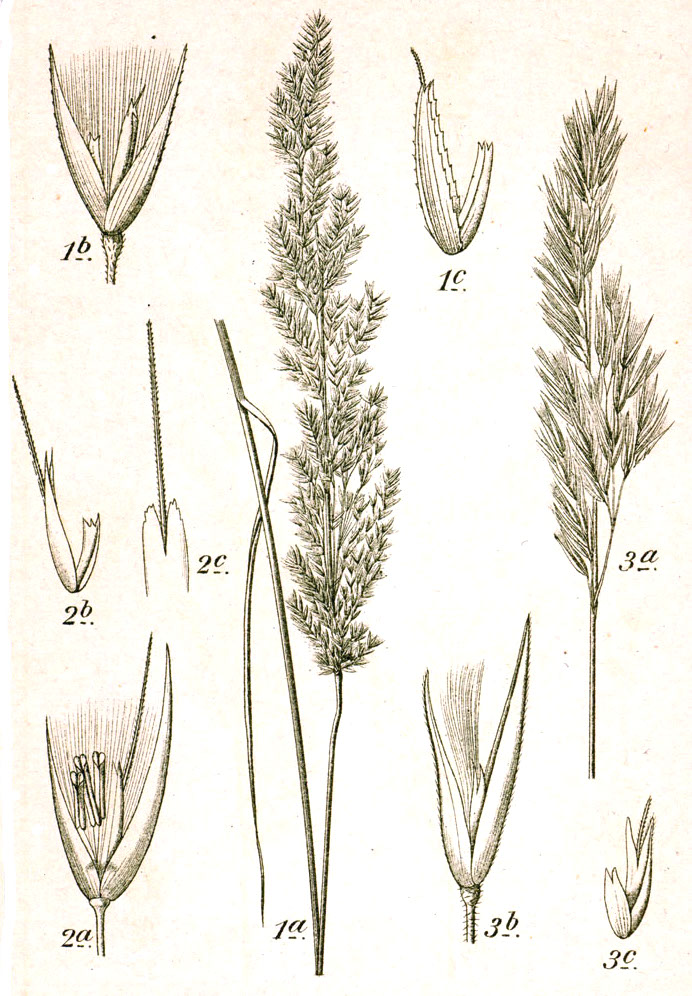